# Dzięciołowo (Podlachia)
Dzięciołowo è una località della Polonia, frazione del comune rurale di Jaświły, nel distretto di Mońki, nel voivodato della Podlachia.